# Silene citrina
Silene citrina là loài thực vật có hoa thuộc họ Cẩm chướng. Loài này được Boiss. miêu tả khoa học đầu tiên năm 1888.